# Лесхозный
Лесхо́зный — посёлок в Шовгеновском муниципальном районе Республики Адыгея. Входит в состав Хатажукайского сельского поселения.

## Население
| 2002 | 2010 | 2013 | 2014 | 2015 | 2016 | 2017 |
| ---- | ---- | ---- | ---- | ---- | ---- | ---- |
| 9    | ↘7   | ↘6   | →6   | →6   | →6   | →6   |
| 2018 | 2019 | 2020 | 2021 | 2023 | 2024 |      |
| →6   | →6   | →6   | ↘4   | ↘3   | →3   |      |

## Улицы
В посёлке имеются две улицы: Лесхозная и Полевая.